# God (islam)

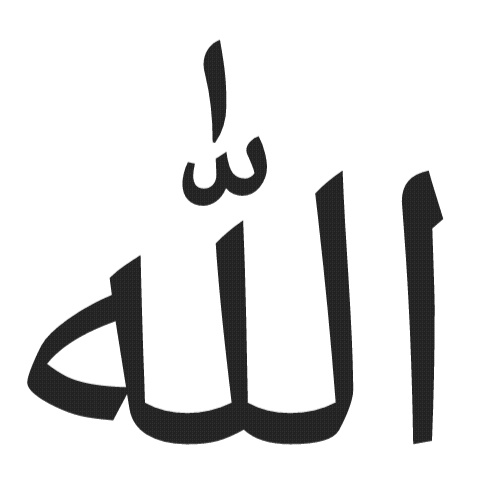
God in het Arabisch. (Allah)

God is volgens de islamitische godsdienst één: uniek, almachtig, alomtegenwoordig, heeft geen begin (niet geschapen, niet gebaard) en ook geen einde (dood of vernietiging). Als Abrahamitische godsdienst volgt de islamitische godsdienst daarin de joodse en christelijke godsdienst. In de joodse godsdienst staat bijvoorbeeld het  duizenden jaren eerder geformuleerde sjema centraal, dat stelt dat God een is. Deze ondeelbaarheid wordt doorgaans tot de zuilen van het islamitische geloof gerekend en staat bekend onder de naam tawhied. Aanhangers van de islam gebruiken veelal de benaming Allah, Arabisch voor "de God".
Moslims geloven dat God de hemel, de aarde en alles wat er tussen is geschapen heeft. De uitdrukking tot dit geloof is te vinden in de shahadah, zoals deze ook herhaald wordt tijdens het rituele, vijfmaaldaagse gebed, in de oproep tot gebed en het dagelijks leven. Het geloof in God staat centraal binnen de islam.
Het is moslims niet toegestaan zich enige voorstelling van God te maken, anders dan door recitatie en memoreren van zijn eigenschappen of manifestaties, verwoord in de 99 Schone Namen van God die zijn afgeleid uit de Koran.
Door middel van deze 99 Namen kunnen een aantal zaken omtrent Gods wezen worden afgeleid:
1. wujud (bestaan), God bestaat noodzakelijkerwijs in zichzelf;
2. qidam (goddelijke eeuwigheid), God is eeuwig, zonder begin of einde;
3. baqa (goddelijke voortdurendheid), alles in het universum kan verdwijnen, behalve God;
4. mukhalafa li'l-hawadith (goddelijke ongelijkheid tot het gecreëerde), God verschilt van zijn schepping en is door niets of niemand voor te stellen;
5. qiyam bi nafsih (goddelijke zelfonderhouding), God onderhoudt zichzelf.

Met betrekking tot zijn handelingen kan het volgende worden gesteld:
1. qudra (goddelijke macht), God heeft alle macht over alles;
2. irada (goddelijke wil), niets kan zonder Gods wil;
3. 'ilm (goddelijke kennis), God is alwetend;
4. hayat (goddelijk leven), al het leven ontvangt het leven vanuit het goddelijke leven;
5. kalam (goddelijke welbespraaktheid), God spreekt tot zijn boodschappers van achter een gordijn, anders kan niemand hem horen, zoals Mozes flauw viel toen hem dit overkwam;
6. sam (goddelijk gehoor), God hoort alles;
7. basar (goddelijk zicht), God ziet alles.

God wordt beschouwd als alwetend (soera Jonas 61):
"In welke toestand gij u bevindt, of gij de Koran voordraagt, of iets anders doet; Wij zijn uw getuigen, terwijl gij u er in verdiept. Er is voor uw Heer zelfs geen gewicht van een atoom op aarde of in de hemel verborgen. En er is niets dat kleiner of groter is, of het staat in het duidelijke Boek vermeld."
God wordt geacht alles te horen (soera Vergever 60):
"En uw Heer zegt: "Aanbidt Mij; Ik zal uw gebed verhoren. Maar zij die te hoogmoedig zijn om Mij te aanbidden, zullen veracht de hel binnengaan."
God kan niet als mannelijk of als vrouwelijk worden beschouwd, hoewel het Arabisch geen onzijdige woorden kent. Mogelijk doordat de Arabische samenleving traditioneel patriarchaal is, wordt aan God normaal gesproken gerefereerd als een mannelijke entiteit, bijvoorbeeld in de Koran als "Koning" en niet "Koningin".

## God in de islam, God in het christendom en God in het jodendom
De islamitische (en joodse) afwijzing van de goddelijkheid van Jezus, voor de meeste christelijke kerken een kernpunt van het christendom, wordt gezien als het belangrijkste verschilpunt met het godsbegrip in het christendom. Voorts beschouwt het christendom, evenals het jodendom, Mohammed niet als profeet en de Koran niet als Gods woord.
In de islam wordt, evenals in het jodendom, het christelijke concept van de Drie-eenheid gezien als strijdig met de ondeelbaarheid van God. Dit punt was de kern van het werk van de dominicaan Ricoldo da Monte di Croce (c.1243 - 1320), Confutatio Alcorani, dat door Maarten Luther in 1542 in het Duits vertaald werd. Eerder had de 9e-eeuwse christelijke Abd al-Masih ibn Ishaq al-Kindi ook bestreden dat God in de islam en God in het christendom gelijk waren. In zijn visie was Allah (God) niet de voortzetting van de Bijbelse God, maar van de maangod van de Sabeërs. Zijn Arabische werk werd in 1142 vertaald in het Latijn en had grote invloed op het middeleeuwse christelijke denken over de islam.
De islamitische theologie leert dat de islam, het jodendom en het christendom in één en dezelfde God geloven (soera De Spin 46). Evenals in het jodendom en het christendom wordt hij ook in de islam beschouwd als de schepper van alles. Hij beschikt zowel over levengevende, veranderende als vernietigende eigenschappen. Deze God wordt beschouwd als dezelfde als de God van het jodendom en christendom, omdat moslims de God aanbidden van Adam, Nuh (Noach), Ibrahim (Abraham), Musa (Mozes), Dawud (David) en Isa (Jezus). Omdat men God binnen de islam als alomvattend ziet, komt zowel het goede als het slechte van hem, maar niet zonder reden.
Een document van het Tweede Vaticaans Concilie erkent de moslims als gelovigen die "de éne, levende en uit zichzelf bestaande, barmhartige en almachtige God aanbidden".
De Nederlandse rooms-katholieke Nieuwe Katechismus stelt over "De betrekkingen van de kerk met de moslims": Het heilsplan strekt zich ook uit tot hen die de Schepper erkennen, onder wie vooral de moslims, die in hun belijdenis aan het geloof van Abraham vasthouden en samen met ons de ene en barmhartige God aanbidden die op de jongste dag de mensen zal oordelen (alinea 841) en: De Kerk erkent dat de andere godsdiensten nog "in afschaduwingen en beelden" God zoeken, die onbekend is, maar toch zo nabij, omdat Hij aan allen levensadem en alles schenkt en omdat Hij wil dat alle mensen gered worden. Zo beschouwt de Kerk al wat men in de godsdiensten aan goeds en aan waarheid kan vinden "als een voorbereiding op het Evangelie en als een geschenk van Hem die iedere mens verlicht, opdat hij uiteindelijk het leven heeft" (alinea 843).
Desalniettemin, zijn er ook christenen en moslims die niet van mening zijn dat christenen en moslims bidden tot dezelfde God.